# Sportska televizija
Sportska televizija (skraćeno: SPTV) je specijalizirani športski program u vlasništvu HOO-a. Počeo je s prikazivanjem programa u zemaljskoj mreži na državnoj razini 4. travnja 2011. godine.
Televizija je u početnoj fazi prikazivala dnevno 6 do 8 sati redovitoga programa, a ostatak vremena Info-kanal sa svim relevantnim športskim, političkim, gospodarskim i servisnim informacijama, ostvarivan u suradnji sa Sportskim novostima, HINA-om, Privrednim vjesnikom i DHMZ-om. Prvoga dana prikazivanja prenošena je košarkaška utakmica A1 lige za prvaka između Alkara i Zadra. 

## Program
Današnji program Sportske televizije ponajprije je usmjeren športovima poput međunarodnih prijenosa džudoa, karatea, domaćega boksa, stranih dokumentarnih emisija te domaćih razgovornih emisija Istinom do gola, O sportu sportski i Sport nedjeljom. Veći dio programa čini i reemitiranje informativnoga programa Al Jazeere Balkans.

## Pokrivenost signalom
U multipleksu D (MUX D) OiV-a Sportska se televizija može pratiti na teritoriju cijele države jer ima koncesiju na državnoj razini. Pokrivenost multipleksa D (MUX D) je 90% teritorija Republike Hrvatske. Od 15. ožujka 2020. godine moguće je pratiti program Sportske televizije i u multipleksu M2 (DVB-T2/HEVC h.265).

## Zanimljivosti
- Tijekom ožujka 2020. godine, zbog krize koronavirusa COVID-19, Ministarstvo znanosti i obrazovanja dogovorilo je sa Sportskom televizijom prikazivanje školskoga programa putem televizijskog kanala Sportska televizija za djecu od 5. do 8. razreda osnovne škole.[2] Kako bi se što većem broju učenika omogućilo praćenje nastave putem televizije zbog zatvaranja škola, od 15. ožujka 2020. godine OIV pustio je program Sportske televizije u multipleksu M2 (DVB-T2/HEVC).[1]
- Europski fair-play pokret dodijelio je SPTV-u nagradu „Glas fair playa“ (eng. EFPM Fair Play Vox Award) za promicanje etičkih vrijednosti i ideala fair playa u športu i svakodnevnomu životu.[3]